# Бабчинецька сільська територіальна громада
Бабчинецька сільська громада — територіальна громада в Україні, в Могилів-Подільському районі Вінницької області. Адміністративний центр — село Бабчинці.
Площа громади — 127,97 км², населення — 3034 мешканці (2018).
Утворена 8 вересня 2016 року шляхом об'єднання Бабчинецької та Вило-Ярузької сільських рад Чернівецького району. 17 серпня 2018 року добровільно приєдналася Моївська сільська рада. 
12 червня 2020 року Бабчинецька сільська громада утворена у складі Бабчинецької, Вило-Ярузької, Моївської сільських рад Чернівецького району, Бандишівської, Мервинецької сільських рад Могилів-Подільського району та села Вітрівка Тростянецької сільської ради Ямпільського району.

## Населені пункти
До складу громади входять 1 селище: Степне та 12 сіл: Бабчинці, Бандишівка, Букатинка, Вазлуївка, Вила-Ярузькі, Вітрівка, Гамулівка, Майорщина, Мервинці, Моївка, Нове Життя, Новомикільськ.